# Sapezal
Sapezal es un municipio brasilero del estado de Mato Grosso. Se localiza a una latitud 13º32'33" sur y a una longitud 58º48'51" oeste, estando a una altitud de 370 metros. Su población estimada en 2008 era de 14.254 habitantes.
Posee un área de 13.598 km².

## Historia
La formación del núcleo urbano de Sapezal tiene su origen en una propuesta de colonización de André Antonio Maggi, que fue el descubridor del municipio y dio esta denominación a la ciudad en referencia al río Sapezal.
El río Sapezal desemboca en el río Papagayo, por el margen izquierdo, que a su vez vierte sus aguas en el Juruena. El sapê, que da nombre al río, es una planta de la familia de las gramíneas, conocida por su propiedad de servir de cobertura de ranchos.
El municipio de Sapezal fue creado por la Ley Estatal nº 6.534, de 19 de septiembre de 1994, siendo su primer prefecto André Antonio Maggi.
Dependencia Genealógica: El Municipio de Cuiabá dio origen al Municipio de Nuestra Señora de la Concepción del Alto Araguaia Diamantino (Diamantino), que dio origen al Municipio de Campo Novo do Parecis, del cual se originó el Municipio de Sapezal.